# Warren Spector
Warren Spector är en datorspelsutvecklare född 2 oktober 1955. Han ligger bakom kända datorspel som Wing Commander, Wing Commander: The Secret Missions, Deus Ex, Epic Mickey och många fler. Han har även utvecklat rollspel som Toon och Uncanny X-Men.